# رياح (فلم)
رياح هو فيلم تونسي قصير صدر عام 2008 من إخراج لطفي محفوظ. كان الفيلم جُزءًا من برامج أيام قرطاج السينمائية لعام 2008.

## القصّة
يتذكر سيف الذي يشتغلُ مهندسًا الأحداث التي ميزت طفولته وكيف اكتشف حركة وقوة الريح، حبه الأول، دراسته، خيباته الأولى، أفراحه وأحزانه. يُوجَّه لتركيبِ مزرعة رياح كبيرة ستوفّر الطاقة لقريته والمنطقة المحيطة بها ليُبدع ذلك متذكرًا أحلامه وهو صغير.